# Denis Bajram
Denis Bajram (Saint-Denis, 1 februari 1970) is een Franse stripauteur. Denis Bajram werkt als realistisch tekenaar en is vooral bekend om zijn sciencefictionstrips.
Als kind tekende Bajram zijn zelfverzonnen verhalen rond de tekenfilmserie Goldorak. Hij brak zijn wetenschappelijke studie aan de universiteit af om striptekenaar te worden. Zijn bekendste stripreeks is Universal War One, waarvoor hij zelf ook het scenario schreef. Het verhaal speelt zich af in een nabije toekomst waarin plots een muur de melkweg in tweeën snijdt. In de strip wordt een team gevolgd dat dit verontrustende fenomeen moet onderzoeken. Voor andere strips werkte hij samen met zijn echtgenote Valérie Mangin als scenariste.

## Werk
- Universal War One
- Universal War Two
- Trois Christs, scenario Valérie Mangin in samenwerking met Farice Neaud
- Cryzone, scenario Cailleteau
- Les mémoires mortes, scenario samen met Valérie Mangin, tekeningen van Lionel Chouin
- Onmenselijk

- Bibliothèque nationale de France: cb130743166 (data)
- Catàleg d'autoritats de noms i títols de Catalunya: 981058530402106706
- Gemeinsame Normdatei: 13251981X
- International Standard Name Identifier: 0000 0001 2124 6788
- Library of Congress Control Number: no2009142149
- Nationale Bibliotheek van Tsjechië: xx0275091
- Nederlandse Thesaurus van Auteursnamen: 15152873X
- Système universitaire de documentation: 057340048
- Virtual International Authority File: 24737637